# Magic Bitpop
Magic Bitpop è una serie di venti compilation pubblicata tra il 1996 ed il 2002 dall'etichetta On Sale Music. Raccoglie singoli usciti durante gli anni sessanta, ogni disco è dedicato ad una scena diversa beat e pop. Sono presenti anche brani inediti come La mia canzone per Maria dei Fuggiaschi.

## Volume 1
1. Ghigo - Georgia On My Mind (Charmichael Gordon)
2. Brunetta  - Baluba Shake (Francesio)
3. Fausto Leali e i Novelity - Devi Pensare a Me (Colombini - Powers - Fischoff)
4. Rolando Giambelli - Che Cos'hai (I'll Be Back) (Lennon - Mc Cartney - Giambelli)
5. I Colours - Hush (South - Calabrese)
6. F.Leali e i Novelity - Io Non Ho Capito (M.Marini)
7. The Play & Co - Scende La Pioggia (Elenore) (Migliacci - The Turtles)
8. Jonathan & Michelle - Colours (H.Pagani - Donovan)
9. I Mat 65 - Un Riparo Per Noi (Verona - Pontiak)
10. The Amens - Ma Cosa Hanno Fatto i Beat (S.Salvino)
11. The Amens - Non Potrò Più Amare Nessuna (S.Salvino)
12. The System - L'Estate è Finita (Don S. Giberti - Dordoni)
13. The System - Su Un'Altra Terra (Don S. Giberti - Dordoni - Ottobelli)
14. Nico e i Gabbiani - Ora Sai (Friggieri - Prestigiacomo)
15. The Black Stones - Ho Un Quiz Per Voi (V. Ricci)
16. The Black Stones - Non Dovevo (V. Ricci)
17. E.Dima E Gli Apache - Se Ci Sei (Allegri - Voturo)
18. E.Dima E Gli Apache - Dolce Campagna (Allegri - Voturo)
19. The New Villa - Sono Come Noi (Luis Villa)
20. Era Terziaria - Mondo Vellutato (Moroni - Pensato - Spray)

## Volume 2
1. The little Boys - Immagina (I'll Get You) (G.Cassia - Salinelli - Lennon - Mc.Cartey)
2. The little Boys - Lei T'ama (She Loves You) (G.Cassia - Salinelli - Lennon - Mc.Cartey)
3. I Greef 86 - Di Venerdì 17 (G.Robuschi)
4. I Greef 86 - Dove Il Vento Ti Ha Portato (G.Robuschi)
5. I Blahh! - Ieri Pioveva (P.Fly)
6. Le Ombre - A Noi Piace Così (Luciano Codeglia)
7. Le Ombre - Avrai (Luciano Codeglia)
8. Dei Personaggi - Terra Arida (Sarao - Ferrarese - Magenta)
9. Dei Personaggi - Una Strana Sensazione (Sarao - Ferrarese - Magenta)
10. I Bit-Nik - Manifesto Beat (T.Queirolo - E.M.De Sanctis)
11. I Bit-Nik - Realtà N°1 (T.Queirolo - E.M.De Sanctis)
12. I Persiani - Piccoli Giochi (Little Games) (Maniscalco - Spiro - Wainman)
13. I Persiani - Sento Crescer L'Erba (I Can Hear The Gras-Grow)
14. Riki Maiocchi - Io Sono Qui (Peace Brother Peace) (B.Mann - L.Menegazzi)
15. Riki Maiocchi - Tu Vedi Mai Cerchi Bianchi e Neri (Mason - Winwood - L.Menegazzi)
16. I Beltons - Dai Una Mano Al Mondo (I Beltons - Spray)
17. I Beltons - Dedicato A… (I Beltons - Spray)
18. Il Mucchio - Per Una Libertà (Pino Donaggio)
19. Il Mucchio - Qualcuno Ha Ucciso (Pino Donaggio)

## Volume 3
1. Ghigo - Baby Twistme (Soffici - Baretta)
2. The Ravers - Tanto Carina (California Sun) (Glover - Testa)
3. The Boys - Lady Chatterly (Carini - Cola - Parisi)
4. The Boys - Se Tornerai (Carini - Cola - Parisi)
5. I Campioni - Tu Non Ridi Più (Look Trough Any Window)
6. I Campioni - Non Farla Piangere (Don't Make My Baby Blue)
7. I Rilevati - Qualcuno Ha Parlato (G.Robuschi)
8. I Rilevati - Ero Un Ragazzo Che Non Aveva Amici (G.Robuschi)
9. I Kidders - Giallo (The Yella In Me) (Ball - Testa - Zaccaria)
10. I Kidders - A Casa Mia (From Home) (Presley - Testa)
11. I Balordi - Fateli Tacere (S.Ricci - S.Torossi)
12. I Balordi - Diamoci Una Mano (S.Ricci - S.Torossi)
13. Toto Savio And The Shamrocks - Dammi Una Mano (Savio - Ambrosino - Califano)
14. Toto Savio And The Shamrocks - Eh, No! (Savio - Califano)
15. Paolo e i Crazy - Alla Stazione (Arcangeli - E.Cavalli)
16. Paolo e i Crazy - Sorriso Di Donna (Arcangeli - E.Cavalli)
17. J. Plep - La Scala (G.F.Reverberi - A.Cioffi)
18. J. Plep - L'Anima Del Mondo (S.Leva - G.Guglieri)

## Volume 4 (Bacchiglione beat)
1. The Ranger Sound - Ricordarmi (Cristaudo - Louis Nona)
2. The Ranger Sound - Noi Siamo Felici (Cristaudo - Louis Nona)
3. I Royals - Una Porta Chiusa (Phontiak - G.E.Argenio)
4. I Royals - La Nostra Vita (Phontiak - Di Vita)
5. I Royals - Io Non Saprò (Phontiak - Verona)
6. I Royals - Ieri, Oggi, Domani (Phontiak - Verona)
7. I Royals - Mrs Robinson (Guccini - P.Simon)
8. I Royals - Le Stelle Del Cielo (Phontiak - Verona)
9. I Craaash - In Ogni Uomo (Munsel - Italdo)
10. I Craaash - Come Mai (As You Are) (Munsel - Callander - Murray)
11. I Ragazzi Dai Capelli Verdi - Ragazza Notte (Mogol)
12. I Ragazzi Dai Capelli Verdi - Un Tipo Per Te (Cristaudo - Rota)
13. I Ragazzi Dai Capelli Verdi - Una Città In Fondo Al Mare (Cristaudo - Magri - Vesta)
14. I Ragazzi Dai Capelli Verdi - Ma Saprei (Lombardi - Davies)
15. I Diapason - Phalena (Favretto - Arcieri - Felletti)
16. I Diapason - Prendi Il Fucile (Testa - Hutto - Hammers - Softly)
17. I Delfini - Quella Dei Sogni Miei (Levi - Ballotta - Magri)
18. I Delfini - Tu Te Ne Vai (Cristaudo - Ballotta - Magri)
19. Gildo Fattori & I Suoi Strangers - Scha Mama (L.Zotti)
20. Gildo Fattori & I Suoi Strangers - Tu Lo Sai Mio Dio (Venturi - Bologna)

## Volume 5 (I Beat della Robinson)
1. I 4 Del Teschio - Balla Balla (Horst - Lippok)
2. I 4 Del Teschio - Mai Più Ti Lascerò (I 4 Del Teschio)
3. I Bounty Killers - Se Morisse Il Sole (Broen - Gibson - Johnson - Mallet - Limiti)
4. I Bounty Killers - Un Ragazzo di Strada (A.Tucker - N.MAntz - Nisa)
5. I Pipistrelli - Get Off Of My Cloud (Jagger - Richard)
6. I Pipistrelli - Pain In My Heart (Redding - Valden)
7. I Fratellini - Sioux (A.Pizzati - Hamilton)
8. I Fratellini - Cosmos (Binson - Minati - Ciharl)
9. I Fratellini - Lunik (Binson)
10. The Phafer - Dimmi La Verità (S.Zane - A.Gianfaldone)
11. The Phafer - Stefania (S.Zane - A.Gianfaldone)
12. The New Dangers - I Maghi Dello Shake (Miniati)
13. The New Dangers - Piantala (BArry - Fratto - Freed - Beretta - Limiti)
14. The Blue Boys - I Veri Tipi Shake (F.Lucchetta)
15. The Blue Boys - Non Restare Più Qui (F.Lucchetta)
16. Rod Hagan - A Ciccia Di Te (Soleni - Arbik)
17. Rod Hagan - Per Me Non Sei (Soleni - Arbik)

## Volume 6
1. Gli Spettri - Brivido Di Freddo (L.U.Ponticiello - A.Rogai)
2. Gli Spettri - Non Eri Per Me (L.U.Ponticiello - U.Palanti)
3. I Fratelli Reitano - Come Mai (D.Versace - F.Reitano)
4. I Fratelli Reitano - Dai Racconta (D.Sanjust - M. & F. Reitano)
5. I Baronetti - E' Lei (Bonner - Gordon - Misselvia)
6. I Baronetti - Soul Finger (King - Jones - Cunnigham - Cauley - Caldwell)
7. I Pelati - Pepe e Miele (Stephens - Carter - Lewis - Specchia)
8. I Pelati - Brunedda (Martini - Specchia)
9. I Pelati - Oh, Giorgia (Wilkin - Dill - Specchia)
10. I Pelati - Come I Ragazzi Di Via Paal (Martini - Specchia)
11. I Gleemen - Lady Madonna (Mogol - Lennon)
12. I Gleemen - Tutto Risplende Di Te (Mennillo - Francesio - G.B. Martinelli)
13. I 4 Califfi - Ti Giuro E' Così (Davies - Boldrini)
14. I 4 Califfi - Sotto Casa Tua (Freddie and The Dreamers - Boldrini)
15. I 4 Barboni - Ti Aspetto (C.Dalla - F.Giovannozzi)
16. I 4 Barboni - Vieni Con Me (C.Dalla - F.Giovannozzi)
17. I Castellani - Penny Lane (Mogol - Lennon - Mc.Cartney)
18. Gianetto e Gli Etruschi - Ma Le Stelle (M.Bon Ferroni - A. Vannucchi)

## Volume 7
1. I Saraceni - Ricorda (C.Loi - S. Odorici)
2. I Saraceni - Continua a Dire (A.Cristaudo - E.Simonetti)
3. Stormy Six - Oggi Piango (Mogol - Monti Arduini - Mariot - Lame)
4. Stormy Six - Il Mondo è Pieno Di Gente (F.Fabbri)
5. Brenda Bis - Per Vivere Insieme (Cassia - Bonner - Gordon)
6. Brenda Bis - Hold On! I'm Coming (Hayes - Porter)
7. Le Onde Blu - Layla (Langella - Clapton - Collina - Papallardi)
8. Le Onde Blu - Lunedì (Langella - Matola - Amadesi)
9. The Guitar Men - Cadillac (Catra - Brown - Gibson - Johnson - Tayler - Mallet)
10. The Guitar Men - Ci Sei Riuscito (C.Petracchi - J.Fuller)
11. Luis Cataldo - Non Parlerò (P.Fontana - M.Grimaldi - J.Tabble)
12. Luis Cataldo - L'ho Vista Stasera (P.Fontana - M.Grimaldi - J.Tabble)
13. I Corvi - Datemi Un Biglietto D'Aereo (A.Ravasini - Rose)
14. I Corvi - Questo è Giusto? (Mogol - Carson)
15. Ombre Di Bronzo - Finirà (D.Pierretti - Gouldman Graham)
16. Ombre Di Bronzo - L'Eterna Primavera (D.Moroni - L.Gennari)
17. Gene Guglielmi - Mini, Mini, Mini… (Guglielmi - Lanzmann - Dutronc)
18. Gene Guglielmi - E Voi, E Voi, E Voi… (Maniscalco - Guglielmi - Lanzmann - Dutronc)
19. Gene Guglielmi - Preghiera Beat (G.Calabrese - C.A.Rossi)

## Volume 8
1. I Ribelli - Ribelli in The Blues (Nando de Luca)
2. Ricky Sanna Con i Ribelli -  La Camicia Blu (Sanna - Pieretti)
3. The Kidders - Uà Uà Uà (Mardsen - Testa - Zaccaria)
4. The Kidders - Tanto Vuoto (Ball - Testa - Zaccaria)
5. I Faraoni - Dimmi Tu Se Vuoi (Fraioli - WinWood)
6. I Faraoni - Me Ne Andrò (Fraioli - Argent)
7. I Megatons - Con La Testa In Giù (Orlandi - Bettoni - Verducci - Ceppani)
8. I Megatons - Di Chi E' La Colpa (Orlandi  - Bettoni - Verducci - Pallesi)
9. I 5 Monelli - Balbettando (Valbruno - Melindo)
10. I 5 Monelli - Cape Money (Terzi - Mandini)
11. I Da Polenta - Il Tempo Dell'Orologio (G.Robuschi)
12. I Da Polenta - Giorni Senza Fine (G.Robuschi)
13. I Corvi - Bambolina (Panesis - Hilliard - Bacharah)
14. I Corvi - Nemmeno Una Lacrima (Pallesi - Malgoni)
15. I Longobardi - Let's Go To San Francisco (Carter - Lewis)
16. I Longobardi - Dialogo (Terzi - Villa - Rossato)
17. Franco Battiato - Bella Ragazza (F.Battiato - G.Logiri)
18. Franco Battiato - Occhi D'or (G.Logiri - P.Farnetti)

## Volume 9
1. Gli Epicurei 96 - Per Vivere Una Vita (Cinquegrana - Dantes)
2. Gli Epicurei 96 - La Mia Vita (Cinquegrana - Fortuna)
3. Le Termiti - Scendi o No (Feldman - Goldstein - Gottehrer)
4. Le Termiti - Let Me In (Dallon)
5. I Vanguards - Libertà Sorella Del Vento (Jagger - Richard - Pallesi)
6. I Vanguards - Non Mi Sbagliavo (Cazzulani - Bonzi - Ingrosso)
7. The Bumpers - Cupidation (Giombini - Scoponi)
8. The Bumpers - Il Ballo Dello Yo Yo (Taussi - Mammoliti - Bettoni)
9. I Liars - Estremo Oriente (Pino - Rosato - Nuvolini - Brancaleone)
10. I Liars - Non Guidicateci (Dori - Rosato - Nuvolini - Brancaleone)
11. The Red Roosters - La Fine Verrà (G. Van Der Meerschaut - Byl - Aleda - Parazzini)
12. The Red Roosters - Ricordo Di Una Notte D'Estate (Cumming - Stirling - Parazzini)
13. The Trippers - Corruzione (R.Potito - S.Damiano)
14. The Trippers - Oh Baby (R.Potito - S.Damiano)
15. I Barritas - Dusu Amigusu (A.Salis - A.Albano)
16. I Barritas - Su Stracu (A.Salis - A.Albano)
17. Roberto Pozzoli - Torna Sui Tuoi Passi (Mills - Parazzini)
18. Roberto Pozzoli - Nessuno Ti Bacerà… (Gieffe - Florini)

## Volume 10
1. Bruno & His Beat Guitar - Distortion Shake (De Filippi) 2'06"
2. Bruno & His Beat Guitar - Beat Guitar (De Filippi) 2'30"
3. I Camaleonti - Chiedi Chiedi (Suligoy - Beretta - Del Prete) 2'13"
4. I Camaleonti - I Ragazzi Del Grab (Detto - Del Prete - Menegazzi - Serengay) 2'21"
5. I Camaleonti - Dimmi Ciao (Detto - Piovano - Del Prete - Menegazzi - Serengay) 2'24"
6. I Gemini 4 - Io Pagherò (G.Robuschi) 2'35"
7. I Gemini 4 - Si è Lei (L.Ceroni) 2'40"
8. The Apaches - Sittin' On My Sofa (Davies) 3'35"
9. The Apaches - Out Of Tme (Jagger - Richard) 4'18"
10. The Rogers - Guarda (Golino - Serengay - Scala) 2'10"
11. I Barritas - Se Io Ti Regalo Un Fiore (Di Marcantonio - Smith - Hooven - Winn) 2'12"
12. I Barritas - Filo Di Seta (Panesis - Los Pekenikes) 2'29"
13. I Pocket's - Canterò Più Forte (P.Amendola) 2'44"
14. I Pocket's - Proprio Lei (P.Amendola) 3'15"
15. Danny Lorin - Misery (Dampa - Lennon - McCartney) 1'51"
16. Danny Lorin - Se Mi Fai Pedinare (Dampa - Lennon - McCartney) 2'40"
17. Peter Luis & I Morlock - Ma Non E' Giusto (Cassia - Argent) 2'13"
18. Peter Luis & I Morlock - Lasciami Stare (P.David) 2'43"

## Volume 11
1. I Kings - Caffè Amaro (Adda - Ottofaro) 3'02"
2. I Kings - Lasciati Portare Via (Adda - Lind) 3'07"
3. I Kings - Cerca (Adda - Ottofaro) 2'01"
4. I Kings -  Dedicato Alla Mia Ragazza (Adda - Ottofaro) 2'59"
5. I Kings - L'Uomo Di Ieri (Mogol - Andrews) 2'06"
6. Le Lumache - Se Un Giorno Capirai (Jancleo - J.Brim) 3'35"
7. Le Lumach - Io e Te (Jancleo - J.Brim) 2'35"
8. Edmond Pat - Forza Ragazzi (Atsef - G.Ajroldi) 2'48"
9. I Chiodi -  Accendi Una Stella (Diamond - Pace) 3'04"
10. I Chiodi - Mai Ti Fermerò (P.Simon - A.Testa) 2'24"
11. I Lognobardi - Ti Dico Ciao (C.A.Rossi - Clark - Smith) 2'14"
12. I Lognobardi  - E' Troppo Tardi (Rossato - Villa) 2'40"
13. Paolo Dani e i Cobras - Ho PErso Leo (Brasola - Ferrari) 2'54"
14. Paolo Dani e i Cobras - Vivi La Tua Vita (Brasola - Ferrari) 2'27"
15. I Tipi - La Ragazza Bruttina (Tea - Marino) 2'34"
16. I Tipi - Oggi Sono TAnto Triste (Pieretti - Cardile - Bella) 2'47"

## Volume 12
1. Caterina Caselli - Ti Telefono Tutte Le Sere (Etrusco - Amadesi) 3'29"
2. Caterina Caselli - Sciocca (Batkan - Raleigh - Pallesi) 2'02"
3. Giovanna - Un Uomo Così (Pallesi - Vance - Pockriss) 2'53"
4. Giovanna - Mi Aspettavo Qualcosa Di Più (Cruzeiro - Brim) 2'25"
5. Fiammetta - Quando La Campana Suonerà (Parazzini - R.Davies) 2'27"
6. Fiammetta - Little Man (Mogol - Bono) 2'59"
7. Fiammetta - Prega Per Me (Pallesi - Pallavicini - Malgoni) 3'05"
8. Fiammetta - Una Chitarra Dimenticata (Pallesi - Malgoni) 2'32"
9. Giovanna - Il Muro Cadrà (Migliacci - Gibb) 2'13"
10. Giovanna - Quanto T'amo (Lauzi - Renard - Tibaut) 3'22"
11. Fiammetta - Serenità (Pieretti - Gianco) 2'22"
12. Fiammetta - Ricordare O Dimenticare (Mogol - Soffici) 2'55"
13. Caterina Caselli - Me Siento Timida (Testa - Amadesi - Carreras) 2'09"
14. Caterina Caselli - Me Aburro Los Domingos (Pallavicini - Gorrias - Pacho) 1'50"
15. Caterina Caselli - No Esta Bien (Barkan - Raleigh - Salina) 2'03"
16. Caterina Caselli - Muchas Veces Te Telefoneo (Etrusco - Amadesi - Salina) 3'18"
17. Giovanna - Vi Amo Tutti E Due (A.Anelli - Limiti) 4'23"
18. Giovanna - Il Mio Ex (Roberto Erasmo Carlos) 4'12"

## Volume 13
1. Gli Uragani - Giusto o No (Biri - Townshend) 2'48"
2. Gli Uragani - Vuoi Arrivare Su (Mogol - Eelko - Gelling) 2'54"
3. The Black Birds - Sunny (Bobby Hebb) 3'10"
4. I Bisonti - Balla, Cante, Ridi (A.Friggieri - B.Castiglia) 2'32"
5. I Bisonti - Come On (B.Castiglia) 2'14"
6. Bruno Billy - Sha.. La La La La (Pallavicini - C.Paul) 2'54"
7. I Jaguards - Mi Si Spezza Il Cuore(Rossi - Dallon) 3'02"
8. Le Anime Dannate - Che Mondo! (G.Martinelli) 3'16"
9. Le Anime Dannate - Ora Che So (R.Rizz - A.Rinaldi) 2'38"
10. The Renegades - Quando Sei A Terra (Brown - Johnson - Dunnet - Mallet) 2'31"
11. The Kolmans - All'Improvviso (Troni - Terrizzano) 2'48"
12. The Kolmans - Ballata Di Un Giorno (Troni - Terrizzano) 3'41"
13. Gli Apostoli - Le Cose Che Tu Cercherai (Pisano - Paparazzo) 2'16"
14. Gli Apostoli - E' Meglio Che Mi Muova (Catra - N.Sullivan) 2'04"
15. Augusto Righetti - Basta Un Ciao (Pallavicini - Mardsen) 2'02"
16. Augusto Righetti - Se Restassi Solo (Calabrese - Harrison) 2'52"
17. The Motowns - Lassù (Minellono - Ronzullo) 3'13"
18. The Motowns - Sai Forse T'Amerò (Minellono - De Vita) 2'06"

## Volume 14
1. The Renegades - Uomo Solo (Beretta - Brown - Johnson - Dunnet - Mallet) 2'12"
2. The Renegades - Take A Message (Brown - Johnson - Dunnet - Mallet) 2'01"
3. The Black Birds - Dolce Delilah (A.Perucchini - G.Alexander) 2'30"
4. The Black Birds - Torna Verso Il Sole (F.Piccarreda - F.Cassano) 1'45"
5. Gli Uragani - Con Quella Voce (F.Specchia - Townshend) 2'10"
6. Gli Uragani - Questa è la mia Vita (Nisa - Atkins - D'Errico) 3'15"
7. I Satelliti - Lo Scatenato (Pallavicini - Enriquez) 2'30"
8. I Satelliti - Loro Sanno Dove (Pieretti - Giuselli - R&B. Gibb) 2'39"
9. Augusto Righetti - Pioggia (Pallavicini - Lennon - McCartney) 2'47"
10. Augusto Righetti - Quello Che Manca (Calabrese - Lennon - McCartney) 2'04"
11. The Black Birds - Bus Stop (Gouldman) 2'55"
12. Brian - La Tua Voce (Don Backy - Mogol - Lennon - McCartney) 2'58"
13. I Trolls - Non Crede, Signor Ministro (J.Arnoul) 2'25"
14. Salis'n'Salis - Maribel (A.Salis - L.Salis) 2'40"
15. Salis'n'Salis - Nell'Oscurità (A.Salis - L.Salis) 2'41"
16. I Bisonti - Non Credo Più (Pezzera - Riscian - Friggieri - Ferrari) 2'57"
17. Trio Junior - Fruscio Di Foglie Verdi (A.Nohra - Ennio Morricone) 2'20"
18. Le Orme - She Lives For Today (Francesco Specchia - Italo Salizzato) 4'56"

## Volume 15
1. I Messaggeri - Qui (Mompellio - Martelli - Torta) 4'35"
2. I Messaggeri - Non Sai Molto Di Me (Mompellio - Martelli) 2'50"
3. I Bat Bat - Il Sole Splenderà (L.Salis - O.Bell - F.Zauli) 2'52"
4. I Bat Bat - Sto Parlando Con Te (L.Salis - A.Salis - F.Zauli) 3'08"
5. I Delfini Di Siena - L'Ora Della Verità (Terzani - Benvenuti - Ticci) 2'47"
6. I Delfini Di Siena - La Vita Continua (Terzani - Benvenuti - Ticci) 3'34"
7. The Bumpers - Bumper To Bumper (Catra - Weinstein - Randazzo) 2'14"
8. The Bumpers - Il Quadro Di Picasso (Bumpers) 2'36"
9. Maurizio - T'Amo Da Morire (Parazzini - Winwood) 2'45"
10. Maurizio - Lady Jane (Sansoni - Jagger - Richard) 3'43"
11. Claus - Colori (Donovan - Pagani) 2'44"
12. Claus - San Francisco (J.Phillips - Mogol) 2'51"
13. I Messaggeri - Torna Da Me (Mompellio - Martelli) 2'08"
14. I Messaggeri - Più Dolcemente Tu Vivrai (Mompellio - Martelli) 1'58"
15. I Bat Bat - Quasi Vent'Anni Con Te (L.Salis - F.Zauli) 2'38"
16. I Bat Bat - Coraggio (L.Salis - F.Zauli) 3'02"
17. I Raminghetti - Guarda (Golino - Nobile - Serengay) 2'54"
18. I Raminghetti - Ragazza Mia (Nobile - Serengay) 2'38"
19. Le Nuove Luci - Canto Di Maggio (Ferrari - Riscian) 3'42"
20. Le Nuove Luci - Juanita (Neukeusier - Del Pistoia) 2'20"

## Volume 16
1. I Messaggeri - Qui
2. I Messaggeri - Non Sai Molto Di Me
3. I Bat Bat - You're So Good To Me
4. I Bat Bat - Sto Parlando Con Te
5. I Delfini Di Siena - L'ora Delta Verita
6. I Delfini Di Siena - La Vita Continua
7. The Bumpers - Bumper To Bumper
8. The Bumpers - Il Quadro Di Picasso
9. Maurizio - Gimme Some Lovin'
10. Maurizio - Lady Jane
11. Claus - Colours
12. Claus - San Francisco
13. I Messaggeri - Torna Da Me
14. I Messaggeri - Più Dolcemente Vivrai
15. I Bat Bat - Quasi Vent' Anni Con Te
16. I Bat Bat - Coraggio
17. I Raminghetti - Guarda
18. I Raminghetti - Ragazza Mia
19. Le Nuove Luci - Canto Di Maggio
20. Le Nuove Luci - Juanita

## Volume 17
1. I Da Polenta - Cara (The Fortunes) 2'30"
2. I Da Polenta - Sopra Ogni Cosa Ci Sei Tu (Wisner - Jackson) 2'25"
3. I Batmen - I Batmen (Surace - Bussoli) 2'28"
4. The Barracuda Quartet - Cara Lin (Feldman - Goldstein - Gottehrer) 2'40"
5. The Barracuda Quartet - Night Time (Feldman - Goldstein - Gottehrer) 2'35"
6. Le Teste Dure - Just A Day (R.Bertola A.Lossa) 2'54"
7. Le Teste Dure - Era Un Beatnick (Neuquen) 2'30"
8. Le Ombre D'Oro - Buio In Sospensione (A.Salerno - M.Salerno) 2'45"
9. Le Ombre D'Oro - Quando Era Il Momento (R.Lee) 2'20"
10. Club 76 - Till The End Of The Day (R.Davies) 2'47"
11. Club 76 - Your Body, Not Your Soul (H.Muskee - Gilling) 2'12"
12. Danilo Lo Zingaro - Lo Stesso Giorno Alla Stessa Ora 2'30"
13. Nik Casablanca & I New Blues - Ti Vorrei Con Me  (Mennillo - Russel - Farrel) 2'46"
14. Nik Casablanca & I New Blues - Mondo Di Uomini (Tenco - Bardotti - Brown) 2'28"
15. Emilio Mazzone & I Favolosi - Un Tipo Strano (Specchia - Cavallaro) 2'30"
16. Emilio Mazzone & I Favolosi - La Tua Carica (Specchia - Cavallaro) 2'02"
17. Alusa Fallax - Tutto Passa (Guard - Shane - Reynolds) 3'25"
18. Gli Angeli - Butta La Corda (Di Bernardino) 2'16"
19. Gli Angeli - Dove Vuoi (Townshend - Di Bernardino) 3'24"
20. Gli Aratari - Shake Dell'Elefante (M.Aratari) 3'02"

## Volume 18
1. I Fuggiaschi - Cerca Di Capire (Lennon - McCartney - Don Backy) 2'34"
2. I Fuggiaschi - Se Mi Pensi Un Po' (Lennon - McCartney - Don Backy) 2'14"
3. I New Dada - Il Mio Tesoro (M.Arcieri) 2'30"
4. Club 76 - Me Ne Andrò Domani (Gouldman) 2'24"
5. Club 76 - Ma Adesso Basta (Young) 2'14"
6. Mister Anima - Non Voglio Pietà (Mr.Anima) 3'59"
7. The Fabulous Four - Fatti Il Segno Della Croce (L.Beretta - L.Hansson - H.Arvidsson) 3'08"
8. The Fabulous Four - Quello Con Gli Occhiali (L.Beretta - A.Toussaint) 2'42"
9. Probus Harlem (Ghigo) - Homburg (Brooker - Reid) 2'50"
10. Probus Harlem (Ghigo) - A Whiter Shade Of Pale (Brooker - Reid) 3'50"
11. The Meteors - Vi Sembra Giusto (Pieretti - Gianco) 2'21"
12. The Meteors - Incontro Al Sol (Senofonte - Joop) 2'49"
13. I Rubi Strubi - E Allora Vai (B.Pallini) 2'30"
14. I Rubi Strubi - Mani Stanche (B.Pallini) 2'28"
15. Fuggiaschi - Io Vivrò (L.Battisti - Mogol) 2'56"
16. Fuggiaschi - Vivi Con Il Mondo (R.Prandoni - L.Reed - B.Mason) 2'15"
17. I Tipi - I Tuoi Capelli (Durand - Elliot) 3'48"
18. I Tipi - Un Pensiero… Una Lacrima (Tea - Marino) 3'55"

## Volume 19
1. I Funamboli - La Protesta (Zaranda - Perotti) 2'30"
2. I Funamboli - Il Mondo Siamo Noi (Censi - Oddoini) 2'28"
3. The Black Sheep - Quanti Ragazzi Tristi (Tragni) 2'16"
4. I 4 Satelliti - Hava Naghila (Trad.) 2'24"
5. I 4 Satelliti - Ricordando Te (Stephens - Cataldo) 2'50"
6. I Fratellini - I Maghi Dello Shake (Miniati) 5'25"
7. The Cocks - Non Pianger Più (Beckholm - Shorter) 2'58"
8. The Cocks - Sai Che Tornerò (Beckholm - Shorter) 2'15"
9. The Lorenz - Che Si Fa? (Picchi - Ricci) 2'34"
10. I Funamboli - Ipotesi Negativa (Morosi - Molina) 2'52"
11. I Funamboli - Generalmente (Chiosso - Guatelli) 2'49"
12. I Nobil's - Lasciami Star (Nobile) 2'12"
13. I Titans - Non Vale Più (Baldasso -Derchi) 2'25"
14. I Trolls - A Che Vale Vivere (Redding - Butler - Scarpettini) 4'40"
15. I Trolls - Oggi Come Oggi (Scarpettini - Shoes) 2'15"
16. I Sofisti - Non Verrà (Fedi) 2'14"
17. I Lupi - E' L'alba (Rubino - Colangelo) 2'55"
18. I Lupi - Cercare Una Donna (Rubino) 2'58"
19. The Shining - Un Angelo Blu (Dello - Mogol) 2'37"
20. Emilio Campassi & I Canaris - Vai Pure Via (Marcus - Caldwell - Beniamin - Cassia) 2'21"

## Volume 20
1. I Giovani Giovani - Una Ragazza Diversa (Lennon - McCartney - Donaggio) 2'40"
2. I Giovani Giovani - Ma Voglio Solo Te (Lennon - McCartney - Spiker) 2'20"
3. I Corsari - Comin' Home Baby (Tucker) 2'58"
4. I Corsari - La la la la la (Paul) 2'48"
5. Rocco Montana & I Cattuboli - Jezebel (Cavaliere - Shanklin) 2'10"
6. Rocco Montana & I Cattuboli - Ora Lo Sai (Arruzza - Innocenti) 2'20"
7. Facce Di Bronzo - E' Inutile (Scott - Coulter - Cascinelli - Baldassarri - Poli) 2'50"
8. Facce Di Bronzo - All Right (Cascinelli - Poli - Bufalini) 3'42"
9. I 5 Gentlemen - Cosa Mi Vieni a Dire (Graziotto - Pontiack - Gentile - Donnabice) 2'30"
10. I 5 Gentlemen - Quel Che Ho Fatto (De Ponti - Gentile - Donnabice) 1'50"
11. Th Blacks - Tu Sei Come Me (Pablo - Donnabice) 2'10"
12. Th Blacks - Rimani (Horseman - Donnabice) 1'30"
13. Tito - Norwegian Wood (Lennon - McCartney) 1'46"
14. Tito - If I Fell (Lennon - McCartney) 2'16"
15. The Taylors - Gotta See Jane (Miller - Holland - Taylor) 2'35"
16. The Taylors - Legati a Me (Diamond - Testa) 2'36"
17. Nico - Segui La Fila (Lomuto) 3'34"
18. Nico - Che Via è Questa Qua (Nico) 3'35"
19. Le Anime - Una Donna Bambina (Ballista) 1'54"
20. Le Anime - Non Mi Sembra Vero (Ballista) 2'44"